# Born Rich (2003)
Born Rich ist ein US-amerikanischer Dokumentarfilm von Jamie Johnson aus dem Jahr 2003, der von HBO gekauft wurde. Der Film wurde als „Dokumentarfilm über Kinder der ungeheuer Reichen“ beschrieben, „eingefangen von einem der ihren“.

## Inhalt
Die Dokumentation besteht hauptsächlich aus Interviews, die Johnson frei mit seinen Freunden führt. Es wird dabei über die Erfahrungen gesprochen – wie es ist, wenn man in Reichtum geboren wird und ein Leben ohne finanzielle Begrenzungen führt.
Johnson führte Interviews mit:
- Georgina Bloomberg, Springreiterin, Tochter und Erbin des New Yorker Bürgermeisters und Medienmoguls Michael Bloomberg
- Ivanka Trump, Tochter und Erbin des Immobilien-Tycoon Donald Trump
- Carlo von Zeitschel, angeblich ein Großenkel von dem letzten Deutschen Kaiser Wilhelm II.[2]
- Cody Franchetti, Erbe von Milliken & Company
- Luke Weil, Sohn und Erbe von A. Lorne Weil (Scientific Games)
- Samuel Irving "SI" Newhouse IV, Erbe von Condé Nast und Enkel von Samuel Irving Newhouse Jr.
- Josiah Hornblower, von der Vanderbilt und Whitney Familie
- Stephanie Ercklentz, "Finanz-Erbin"
- Christina Floyd, Tochter des Golfers Raymond Floyd
- Juliet Hartford, The-Great-Atlantic-and-Pacific-Tea-Company-Erbin, Tochter von Huntington Hartford

## Hintergrund
Der Film wurde von Johnsons Onkel, dem Drehbuchautor und Novelist Dirk Wittenborn produziert, der Johnson zu der Dokumentation ermutigte. Der Film wurde 2003 auf dem Sundance Film Festival uraufgeführt. Im Oktober 2003 hat HBO ihn erstmals im Fernsehen ausgestrahlt.
Der Darsteller Luke Weil versuchte, die Veröffentlichung mit einer Klage zu verhindern, weil er angeblich „hereingelegt“ worden sei. Ihm sei gesagt worden, der Film sei für ein Schulprojekt und nicht für eine gewerbliche Produktion. Auch die anderen Beteiligten wurden hintergangen, Johnson stritt jedoch alles ab. Ein New Yorker Gericht wies die Klage im Oktober 2002 ab, weil alle Beteiligten einen Vertrag für eine gewerbliche Produktion unterschrieben haben.

## Kritik
In der Internet Movie Database kam der Film auf eine Wertung von 6,5 von 10 in über 1.350 Stimmen. Bei Rotten Tomatoes kam er bei den Zuschauern auf 48 % positive Kritik.

## Auszeichnungen
Der Film wurde in den Kategorien Outstanding Directing for Nonfiction Programming (Jamie Johnson) und Outstanding Nonfiction Special (Sheila Nevins (Executive Producer), Dirk Wittenborn und Jamie Johnson) für den Emmy nominiert.